# Sănătăuca
Sănătăuca è un comune della Moldavia situato nel distretto di Florești di 2.989 abitanti al censimento del 2004.